# Electric Arguments
Electric Arguments är The Firemans (Paul McCartney och Youth) tredje album, från 2008.